# Carla Marchelli
Carla Marchelli (ur. 1 kwietnia 1935 w Genui) – włoska narciarka alpejska, brązowa medalistka mistrzostw świata.
Wystartowała na igrzyskach olimpijskich w Cortinie d’Ampezzo w 1956 roku, gdzie zajęła szóste miejsce w zjeździe. Podczas rozgrywanych dwa lata później mistrzostw świata w Badgastein wywalczyła brązowy medal w tej samej konkurencji. W zawodach tych wyprzedziły ją jedynie Kanadyjka Lucile Wheeler i Frieda Dänzer ze Szwajcarii. Był to jej jedyny medal wywalczony na międzynarodowej imprezie tej rangi. Na tych samych zawodach zajęła 23. miejsce w slalomie, a giganta nie ukończyła. Brała również udział w igrzyskach olimpijskich w Squaw Valley w 1960 roku, gdzie uplasowała się na piątej pozycji w gigancie, dziewiątej w zjeździe i piętnastej w slalomie.
Trzykrotnie była mistrzynią Włoch: w zjeździe w 1954 roku oraz w gigancie w latach 1955 i 1957.
Jej starsza siostra Maria Grazia również była narciarką alpejską, która startowała na igrzyskach 1952 i 1956.

## Osiągnięcia

### Igrzyska olimpijskie
| Miejsce | Dzień     | Rok  | Miejscowość       | Konkurencja | Czas biegu | Strata | Zwyciężczyni      |
| ------- | --------- | ---- | ----------------- | ----------- | ---------- | ------ | ----------------- |
| 6.      | 1 lutego  | 1956 | Cortina d’Ampezzo | Zjazd       | 1:40,7     | +7,0   | Madeleine Berthod |
| 9.      | 20 lutego | 1960 | Squaw Valley      | Zjazd       | 1:37,6     | +4,0   | Heidi Biebl       |
| 5.      | 23 lutego | 1960 | Squaw Valley      | Gigant      | 1:39,9     | +0,8   | Yvonne Rüegg      |
| 15.     | 26 lutego | 1960 | Squaw Valley      | Slalom      | 1:49,6     | +13,3  | Anne Heggtveit    |

### Mistrzostwa świata
| Miejsce | Dzień     | Rok  | Miejscowość       | Konkurencja | Czas biegu | Strata | Zwyciężczyni      |
| ------- | --------- | ---- | ----------------- | ----------- | ---------- | ------ | ----------------- |
| 6.      | 1 lutego  | 1956 | Cortina d’Ampezzo | Zjazd       | 1:40,7     | +7,0   | Madeleine Berthod |
| 23.     | 3 lutego  | 1958 | Badgastein        | Slalom      | 1:45,6     | +13,4  | Inger Bjørnbakken |
| 3..     | 6 lutego  | 1958 | Badgastein        | Zjazd       | 2:12,1     | +0,4   | Lucile Wheeler    |
| DNF     | 8 lutego  | 1958 | Badgastein        | Gigant      | 1:54,6     | -      | Lucile Wheeler    |
| 9.      | 20 lutego | 1960 | Squaw Valley      | Zjazd       | 1:37,6     | +4,0   | Heidi Biebl       |
| 5.      | 23 lutego | 1960 | Squaw Valley      | Gigant      | 1:39,9     | +0,8   | Yvonne Rüegg      |
| 15.     | 26 lutego | 1960 | Squaw Valley      | Slalom      | 1:49,6     | +13,3  | Anne Heggtveit    |